# ファースト住建
ファースト住建株式会社（英: First Juken Co., Ltd.）は、兵庫県尼崎市に本社を置く不動産会社。戸建住宅・マンションの分譲等を行なっている。

## 概要
近畿圏を中心に、戸建・マンション分譲事業を展開。
近年は、中国・九州・東海・関東地方においても事業を展開している。

## 沿革
- 1999年7月 - 兵庫県加古川市加古川町に飯田住建工業株式会社設立。
- 2001年4月 - 商号をファースト住建株式会社に変更。
- 2003年1月 - 兵庫県尼崎市東難波町に本店を移転。
- 2003年9月 - 大阪証券取引所第2部に上場。
- 2012年9月 - 大阪証券取引所第1部に上場。
- 2013年7月 - 大阪証券取引所と東京証券取引所との現物株市場統合に伴い、東京証券取引所第1部に上場。
- 2023年10月 - 東京証券取引所スタンダード市場へ市場変更。